# (6351) Neumann
(6351) Neumann (4277 T-1) – planetoida z pasa głównego asteroid okrążająca Słońce w ciągu 5,87 lat w średniej odległości 3,25 j.a. Odkryta 26 marca 1971 roku.